# Drommen

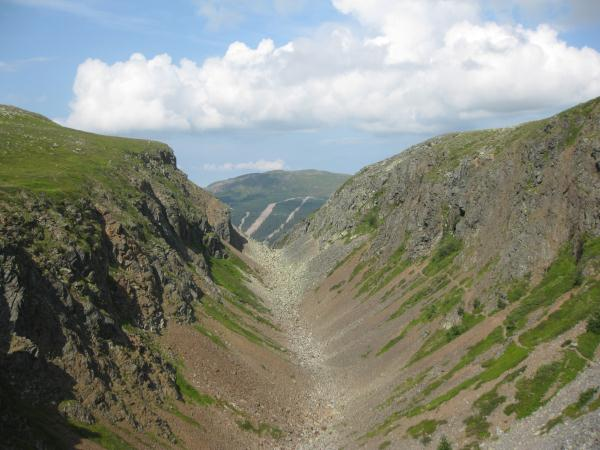
Dromskåran

Drommen är en fjälltopp i Oviksfjällen i Jämtland, precis söder om Bydalen och öster om Höglekardalen. Höjden är 1140 m ö.h. och fjället ligger i Bastudalens naturreservat.

## Dromskåran
På västra sidan av toppen ligger Dromskåran, som är en isälvskanjon av sadelskåretyp. Den är drygt 800 meter lång, 150 meter bred och 50 meter djup, och bildades för ungefär 8 000 år sedan när vattnet från en stor issjö bröt igenom det relativt tunna bergspasset mellan Drommen och Falkfångarfjället och gröpte ur det.